# Chelsie Giles
Chelsie Lauren Giles (ur. 25 stycznia 1997) – brytyjska judoczka. Brązowa medalistka olimpijska z Tokio 2020, w wadze półlekkiej.
Wicemistrzyni świata w 2022, siódma w 2019; uczestniczka zawodów w  2018 i 2021. Startowała w Pucharze Świata w latach 2014, 2016-2019 i 2023. Trzecia na igrzyskach europejskich w 2019. Złota medalistka mistrzostw Europy w 2022 i brązowa w 2023 roku. 

## Letnie Igrzyska Olimpijskie 2020
| Konkurencja | Eliminacje               | Eliminacje             | Eliminacje      | Repasaże                   | Finały                  | Klas. końcowa |
| Konkurencja | Przeciwnik I             | Przeciwnik II          | 1/4             | Przeciwnik I               | o 3. miejsce            | Miejsce       |
| ----------- | ------------------------ | ---------------------- | --------------- | -------------------------- | ----------------------- | ------------- |
| -52 kg      | Arbresha Rexhepi (MKD) Z | Soumiya Iraoui (MAR) Z | Uta Abe (JPN) P | Charline Van Snick (BEL) Z | Fabienne Kocher (SUI) P | 3.            |